# Bengt Uggla
Bengt Leonhard Uggla, född 10 juni 1937 i Bäcke församling i Älvsborgs län, död 8 maj 2018 i Täby distrikt i Stockholms län, var en svensk militär.

## Biografi
Uggla avlade studentexamen i Vänersborg 1957. Han avlade sjöofficersexamen 1960 och utnämndes till fänrik i flottan samma år, varpå han befordrades till löjtnant 1962 och kapten 1968. Han genomgick 1971–1973 teknisk kurs och befordrades 1972 till örlogskapten samt 1976 till kommendörkapten. Han blev sektionschef i Huvudavdelningen för marinmateriel i Försvarets materielverk 1981 och gick några år senare Tekniska kursen på Marinlinjen vid Militärhögskolan. År 1986 befordrades han till kommendör och var därefter chef för Kustflottans stab 1986–1988. Åren 1988–1997 var han överingenjör och chef för Utvecklingsavdelningen i Utlandsstaben i Marinmaterielledningen i Försvarets materielverk.
Bengt Uggla invaldes 1982 som ledamot av Kungliga Örlogsmannasällskapet. År 1999 utträdde han ur sällskapet.